# Ferme de la Rochette
L'ancienne ferme de la Rochette est un immeuble classé situé dans le village d'Évelette faisant partie de la commune d'Ohey en Belgique (province de Namur). 

## Localisation
L'ancienne ferme se situe au no 62 de la rue du Baty dans le petit village condrusien d'Évelette, au carrefour avec la rue des Aywisses et sur la rive gauche de la Vyle, un affluent du Hoyoux.

## Historique
La ferme est sans doute construite au cours du XVIIe siècle. Sous l’Ancien Régime, le bien a appartenu à la famille d’Ève et à l’évêché de Liège. Au XIXe siècle, la ferme devient un relais de poste et une auberge. Après restauration, elle a été réaffectée en centre équestre et accueille aujourd’hui un gîte rural. 

## Description
Cette ancienne ferme est constituée de deux bâtiments construits en moellons de pierre calcaire placés en vis à vis et séparés par une cour intérieure large d'une dizaine de mètres. Le corps de logis de deux niveaux (un étage) occupe le bâtiment situé au nord alors que l'autre construction abritaient une grange, des étables et des écuries.

## Classement
L'ensemble formé par la ferme dite "La Rochette" est repris depuis le 26 mars 1980 sur la liste du patrimoine immobilier classé d'Ohey. L'ancienne ferme est une propriété privée.